# RJ 85 förbundet

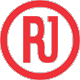
Klassmärke för RJ 85

Svenska RJ 85 förbundet är klassförbundet för RJ båtar.

## Förbundet idag
Förbundet är ett aktivt klassförbund för RJ båtar, med starkt fokus på RJ 85. Förbundet ger ut tidningen RJ-nytt med tre till fyra nummer per år samt brukar även ha med en spalt bland klassförbunden i tidningen Segling. Förbundet har också en egen hemsida, med bland annat dokumentarkiv, och forum.
Styrelsen sitter för närvarande i Stockholm, men förbundet jobbar aktivt för att få upp engagemanget runt om i landet. Under 2007 har kontaktpersoner för Mälar- samt Östergöta-regionen tillkommit.

## Återkommande arrangemang
Årligen arrangeras klasstävlingen Kräftköret, som seglas i Stockholms skärgård i början av augusti. I slutet av sjuttiotalet seglades också RM. Förbundet har planer på att åter ordna RM för RJ 85, om tillräckligt många startande båtar är intresserade.
Förbundet ordnar också träffar och eskadrar. Exempelvis 2006 seglade en RJ eskader till Åland och 2007 seglade en RJ eskader till Västervik och besökte evenemanget Baltic Boatmeet.

## Dansk RJ Klub
I Danmark finns en motsvarighet till Svenska RJ 85 förbundet, kallad Dansk RJ Klub.